# Pikaia
 Pikaia  ist ein ausgestorbener Vertreter aus der Stammgruppe der Chordatiere, möglicherweise zu den Schädellosen (Cephalochordata) gehörend. Bislang ist lediglich die Typusart P. gracilens der Gattung zugeordnet.
Der erste Teil des zweiteiligen Binomens von Pikaia gracilens bezeichnet die Gattung. Deren Name leitet sich vom Mount Pika aus der näheren Umgebung der Fundstelle ab. Da bisher nur eine Art gefunden wurde, ist die Gattung monotypisch.

## Fossilfunde
Die fossilen Reste der einzigen bislang bekannten Art P. gracilens stammen aus den etwa 508 Millionen Jahre alten mittelkambrischen Schichten des Burgess-Schiefers, einer weltbekannten Fossillagerstätte in den kanadischen Rocky Mountains. Fast alle Funde gehen auf eine Lage von wenigen Metern Mächtigkeit zurück, die auch andere Fossilien sehr guter Erhaltung lieferte. Stark gekrümmte Individuen werden so interpretiert, dass sie zum Zeitpunkt der Einbettung noch lebten und versuchten, sich zu befreien. Die gesamte Fossilgemeinschaft wird heute als benthische Lebensgemeinschaft interpretiert, die durch plötzliche, untermeerische Schlammströme verschüttet worden ist. Aus den klassischen Ausgrabungen durch Walcott und späteren Nachgrabungen im Auftrag des Royal Ontario Museum sind insgesamt 114 Exemplare von Pikaia gefunden worden.
Pikaia gracilens wurde von Charles Walcott entdeckt und von ihm 1911 beschrieben. Er stellte den Fund in die Gruppe der Ringelwürmer (Annelida). 1971 erkannte der Paläontologe Simon Conway Morris die Ähnlichkeit des vier bis fünf Zentimeter langen fischförmigen Fossils mit den Schädellosen, einem Unterstamm der Chordaten.

## Beschreibung

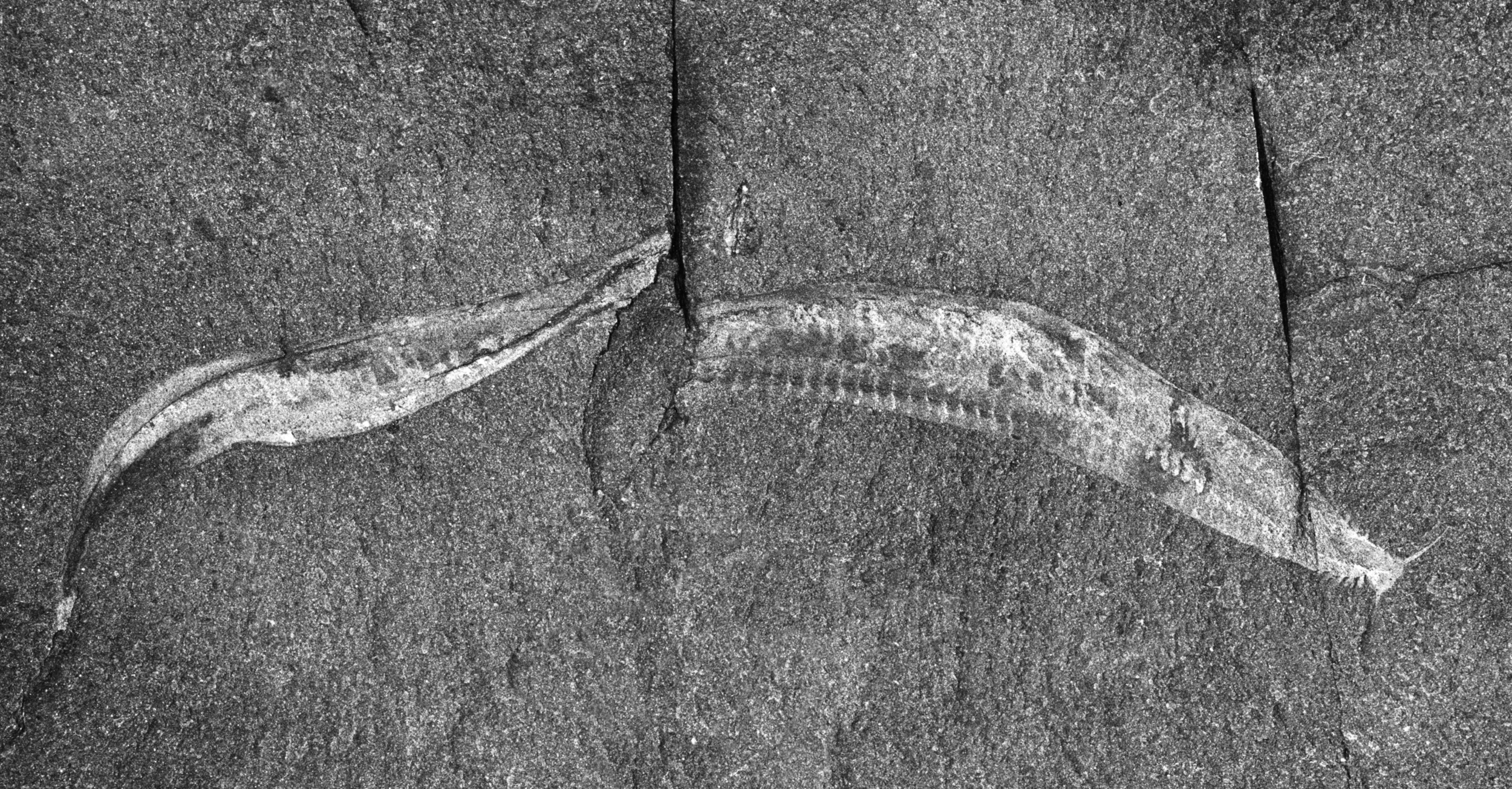
Pikaia gracilens (Syntypus USNM PAL 57628)

Pikaia war ein langgestreckter, seitlich abgeflachter Organismus mit einer Körperlänge von 1,5 bis zu 6 Zentimeter, im Durchschnitt etwa 4 Zentimeter. Die Höhe des Tiers erreicht jeweils etwa 10 Prozent seiner Länge, die Breite wird, anhand von gekrümmt oder verdreht eingebetteten Organismen, auf etwa die Hälfte der Höhe abgeschätzt. Schon der Faktor, dass alle Individuen in Seitenlage eingebettet sind, ist ein starkes Indiz für einen seitlich (lateral) abgeplatteten Körper, dies deutet eher auf einen (vermutlich in Bodennähe) frei schwimmenden (pelagialen) als auf einen am Ozeanboden lebenden (benthischen) Organismus hin. Vermutlich war das Vorderende von eher zylindrischem Umriss, das Tier zum Hinterende hin immer stärker abgeflacht. Der Körperumriss war bei Ansicht von der Seite spindelförmig, mit einem eher abgerundetem Vorderende und einem lang ausgezogenem, zugespitztem Hinterende. Die Dorsalseite wies einen durchgehenden, ungegliederten Flossensaum auf. Für eine schwanzflossen-artige Bildung am Hinterende, die in einigen früheren Rekonstruktionszeichnungen dargestellt ist, gibt es keine Hinweise.
Am Vorderende des Tiers ist ein, sehr kleiner, Kopfbereich erkennbar, der kaum 1,5 Prozent der Länge des Tiers erreichte und wenig gegen den restlichen Körper abgesetzt ist. Der Kopfbereich war etwas erweitert und bei Aufsicht schwach zweilappig. Am Vordende des Kopfes saßen daran zwei schräg nach vorn stehende Tentakel an, möglicherweise Kiemen. Die Mundöffnung ist an wenigen Exemplaren auf der Bauchseite des Kopfabschnitts auszumachen. Es gibt keine Hinweise auf Kiefer oder Mundwerkzeuge.
Die Körperabschnitte hinter dem Kopfbereich trugen jederseits zur Bauchseite hin (ventrolateral) eine Reihe von weiteren Anhängen, deren Anzahl, erhaltungsbedingt, nicht immer erkennbar ist, meist fünf, maximal neun davon. Jeder Anhang bestand aus einem robusten Stiel, an dem eine Serie dorniger Anhänge ansaßen, möglicherweise die Stützstrukturen einer im Leben durchgehenden Struktur aus weichem Gewebe. Die Anhänge besaßen untereinander vergleichbare Größe.
Auffallendstes Merkmal des Fossils ist eine Reihe hintereinander liegender, Segment-artiger Abschnitte (diese verleiteten Walcott zur irrigen Interpretation des Tiers als Ringelwurm). Heute werden sie als die stabileren, aus Bindegewebe bestehende Scheide einer in serielle Myomere gegliederten Muskulatur angesehen. Die vermuteten Myomere besaßen keine gerade, sondern eine s-förmig gekrümmte Gestalt. Außerdem an fast allen Fossilien sehr auffällig ist eine auf der Rückenlinie durchgängige, stark reflektierende Längsstruktur über die gesamte Längsachse des Tiers. Diese wird als durchgängiges Dorsalorgan interpretiert. Vermutlich entsprach es aber nicht direkt der Chorda dorsalis eines rezenten Lanzettfischchens. Diese ist vermutlich, an wenigen Fossilien, in Form einer längs in Abschnitte oder Segmente gegliederten, weiteren Struktur direkt bauchseitig des Dorsalorgans auszumachen. Eine parallele Struktur, die bei manchen Exemplaren nahe dem Vorderende zu sehen ist, könnte die Umhüllung eines Neuralrohrs gewesen sein. Manchmal ist weiter bauchseitig ein einfaches, durchgehendes Darmrohr erkennbar. Obwohl dieser im hinteren Bereich meist schlechter erkennbar ist, wird auf einen endständigen (terminalen) Anus geschlossen. Ein weiteres Längsorgan nahe der Bauchseite wird als großes Blutgefäß interpretiert.

## Deutung
Das Fossil besitzt aufgrund der seriellen Gliederung, interpretiert als Myomere einer Muskulatur und des Dorsalorgans mit Hinweisen auf eine Chorda dorsalis einige typische Merkmale der Synapomorphien im Körperbau der Chordatiere. Diese Vermutung wurde bereits direkt nach der Erstbeschreibung in einem Brief von Charles Schuchert an den Erstbeschreiber Walcott (der selbst kein ausgebildeter Zoologe war) geäußert. Seit der Neuinterpretation durch Simon Conway Morris 1971 wird es meist als ein urtümlicher Vertreter der Cephalochordata, als ein in der Körpergestalt ähnlicher Vorfahre der rezenten Lanzettfischchen, aufgefasst. Problematisch an der Deutung ist etwa die Natur des Dorsalorgans, dass in der Neubeschreibung durch Conway Morris und Caron 2012 nicht mehr selbst als mögliche Chorda gilt. Ein ähnliches Dorsalorgan ist an dem (in seiner Zuordnung problematischen) Fossil Yunnanozoon aus der chinesischen Chengjiang-Faunengemeinschaft vorhanden. Die paarigen Anhänge könnten nach ihrer Lage und Struktur homologe Bildungen zu den Kiemenbögen der Wirbeltiere sein.

## Stammesgeschichtliche Stellung
Pikaia steht den frühen Chordaten, aus denen später die ersten Schädeltiere (Wirbeltiere), die Kieferlosen, hervorgingen, anatomisch nicht nahe, vielmehr zeigen seine deutlich abgeleiteten Merkmale eine bereits länger andauernde eigenständig verlaufende Evolution an. Daraus leitet sich eine Trennung zwischen schädellosen Chordatieren und den Wirbeltieren zu einem Zeitpunkt wesentlich vor der Zeit Pikaias ab. Aus der chinesischen Provinz Yunnan wurden 1999 die 530 Mio. Jahre alten Fossilien zweier Gattungen beschrieben, Myllokunmingia und Haikouichthys, die aufgrund ihrer anatomischen Merkmale als frühe Wirbeltiere klassifiziert wurden. Die Hypothese kann damit also auch durch Funde belegt werden, denn die ältesten bisher gefundenen Überreste fossiler Wirbeltiere sind demzufolge älter als diejenigen von Pikaia, womit die Gattung als Vorfahr der Schädeltiere ausscheidet. Die Stellung von Pikaia als eines urtümlichen Vertreters der Chordatiere ist recht gut abgesichert und nur selten bestritten worden. Ob die Art in eine Klade mit den rezenten Lanzettfischchen gehört, ist aber weitaus unsicherer.